# Lloyd Bacon
Lloyd Francis Bacon (n. 4 decembrie 1889, San Jose, California, SUA – d. 15 noiembrie 1955, Burbank, California, SUA) a fost un actor american de teatru, de film și de vodevil și regizor de film. Ca regizor, a realizat filme în aproape toate genurile, inclusiv westernuri, musicaluri, comedii, filme cu gangsteri și drame polițiste.
Bacon a jucat în filme alături de Charlie Chaplin sau Broncho Billy Anderson și a apărut în 40 de filme. Ca actor de film, este cel mai cunoscut pentru rolurile sale din filmele lui Chaplin din 1915, Charlot vagabond și Charlot boxer și cel din 1917, Charlot polițist.
Mai târziu a devenit regizor și a regizat peste 100 de filme între 1920 și 1955. Este cel mai cunoscut ca regizor al unor filme clasice precum 42nd Street și Footlight Parade din 1933,  Ever Since Eve din 1937 (după un scenariu al dramaturgului Lawrence Riley et al.), A Slight Case of Murder din 1938, cu Edward G. Robinson, Invisible Stripes din 1939, cu George Raft și Humphrey Bogart,  The Oklahoma Kid din 1939, cu James Cagney și Humphrey Bogart, Knute Rockne, All American din 1940 cu Pat O'Brien și Ronald Reagan, Action in the North Atlantic din 1943 cu Humphrey Bogart și The Fighting Sullivans din 1944 cu Anne Baxter și Thomas Mitchell.  A regizat și filmul Wake Up and Dream din 1946.

## Filmografie

### Ca actor
Filmografie parțială ca actor:
- The Champion (1915)
- A Jitney Elopement (1915)
- The Tramp (1915)
- The Bank (1915)
- The Floorwalker (1916)
- The Fireman (1916)
- The Vagabond (1916)
- Behind the Screen (1916)
- The Rink (1916)
- Easy Street (1917)
- Square Deal Sanderson (1919)
- Wagon Tracks (1919)
- The Blue Bonnet (1919)
- The House of Intrigue (1919)
- The Feud (1919)
- The Midlanders (1920)
- The Girl in the Rain (1920)
- The Broken Gate (1920)
- The Kentucky Colonel (1920)
- Hearts and Masks (1921)
- Smudge (1922)

### Ca regizor
- Broken Hearts of Hollywood (1926)
- Private Izzy Murphy (1926)
- The Heart of Maryland (1927)
- A Sailor's Sweetheart (1927)
- Finger Prints (1927)
- Women They Talk About (1928)
- The Singing Fool (1928)
- Pay as You Enter (1928)
- Stark Mad (1929)
- Say It with Songs (1929)
- Honky Tonk (1929)
- So Long Letty (1929)
- The Other Tomorrow (1930)
- She Couldn't Say No (1930)
- A Notorious Affair (1930)
- Moby Dick (1930)
- The Office Wife (1930)
- Fifty Million Frenchmen (1931)
- Kept Husbands (1931)
- Sit Tight (1931)
- Gold Dust Gertie (1931)
- Honor of the Family (1931)
- Manhattan Parade (1931)
- Miss Pinkerton (1932)
- The Famous Ferguson Case (1932)
- You Said a Mouthful (1932)
- 42nd Street (1933)
- Picture Snatcher (1933)
- Footlight Parade (1933)
- Wonder Bar (1934)
- A Very Honorable Guy (1934)
- Here Comes the Navy (1934)
- He Was Her Man (1934)
- In Caliente (1935)
- Frisco Kid (1935)
- Sons o' Guns (1936)
- Cain and Mabel (1936)
- Gold Diggers of 1937 (1936)
- Marked Woman (1937)
- Ever Since Eve (1937)
- San Quentin (1937)
- Boy Meets Girl (1938)
- A Slight Case of Murder (1938)
- Cowboy from Brooklyn (1938)
- Racket Busters (1938)
- Wings of the Navy (1939)
- The Oklahoma Kid (1939)
- Indianapolis Speedway (1939)
- Espionage Agent (1939)
- A Child Is Born (1939)
- Invisible Stripes (1939)
- Three Cheers for the Irish (1940)
- Fratele Orhidee (1940)
- Knute Rockne, All American (1940)
- Honeymoon for Three (1941)
- Footsteps in the Dark (1941)
- Affectionately Yours (1941)
- Navy Blues (1941)
- Furt calificat, Inc. (1942)
- Wings for the Eagle (1942)
- Silver Queen (1942)
- Acțiune în Atlanticul de Nord (1943)
- The Fighting Sullivans (1944)
- Sunday Dinner for a Soldier (1944)
- Captain Eddie (1945)
- Wake Up and Dream (1946)
- Home Sweet Homicide (1946)
- I Wonder Who's Kissing Her Now (1947)
- You Were Meant for Me (1948)
- An Innocent Affair (1948)
- Mama este studentă de anul I (1949)
- It Happens Every Spring (1949)
- Domnișoara Grant ia compania Richmond (1949)
- The Good Humor Man (1950)
- Ucide arbitrul (1950)
- The Fuller Brush Girl (1950)
- Golden Girl (1951)
- Call Me Mister (1951)
- The Frogmen (1951)
- Marea revoltă Sioux (1953)
- The French Line (1953)
- Ea nu putea să spună nu (1954)